# Mouritala Ogounbiyi
Mouritala Ogunbiyi (ur. 10 października 1982 w Ocie) – beniński piłkarz grający na pozycji ofensywnego pomocnika.

## Kariera klubowa
Karierę piłkarską Ogunbiyi rozpoczął w klubie AS Dragons FC de l’Ouémé. W 1998 roku zadebiutował w jego barwach w pierwszej lidze benińskiej. W debiutanckim sezonie wywalczył z AS Dragons mistrzostwo Beninu. W 1999 i 2002 roku ponownie został z nim mistrzem kraju.
W 2003 roku Ogunbiyi przeszedł do nigeryjskiego klubu Enyimba FC z miasta Aba. Już w 2003 roku został mistrzem Nigerii oraz wygrał Ligę Mistrzów (2:0 i 0:1 w finale z Ismaily SC). W 2004 roku zdobył Superpuchar Afryki i drugi raz z rzędu Ligę Mistrzów (2:1, 1:2 i wygrana w serii rzutów karnych z Étoile Sportive du Sahel). Z kolei w 2005 roku wygrał z Enyimbą rozgrywki ligowe, Pucharu Nigerii i Superpucharu Afryki.
W 2006 roku Ogunbiyi odszedł z Enyimby do Étoile Sportive du Sahel. W 2006 roku wygrał Afrykański Puchar Konfederacji (1:1, 0:0 w finale z FAR Rabat). Z kolei w 2007 roku wywalczył mistrzostwo Tunezji oraz po raz trzeci w karierze Ligę Mistrzów (0:0, 3:1 w finale z Al-Ahly Kair). Natomiast w 2008 roku zdobył Puchar Tunezji.
W połowie 2008 roku Ogunbiyi przeszedł do francuskiego drugoligowca En Avant Guingamp. 1 sierpnia 2008 zadebiutował w Ligue 2 w przegranym 0:1 domowym meczu z FC Metz. W 2010 roku spadł z zespołem do trzeciej ligi. W 2011 roku przeszedł do innego klubu występującego w tej lidze, Nîmes Olympique. W 2012 roku awansował z nim do drugiej ligi. W 2014 przeszedł do Paris FC. W 2015 roku odszedł z tego klubu, a następnie występował w benińskim USS Kraké.

## Kariera reprezentacyjna
W reprezentacji Beninu Ogunbiyi zadebiutował w 1998 roku. W 2004 roku wystąpił w 2 meczach Pucharu Narodów Afryki 2004: z Republiką Południowej Afryki (0:2) i z Marokiem (0:4). W 2010 roku został powołany do kadry na Puchar Narodów Afryki 2010. Tam rozegrał 3 spotkania: z Mozambikiem (2:2), z Nigerią (0:1) i z Egiptem (0:2).